# Pärsti järv
Pärsti järv är en sjö i Estland. Den ligger i Viljandi kommun i landskapet Viljandimaa, i den centrala delen av landet, 120 km söder om huvudstaden Tallinn. Pärsti järv ligger 93 meter över havet och arean är 4,2 hektar.